# Ofeig Jarngerdarson
Ofeig Jarngerdarson fue un caudillo vikingo de Skarð, Ljósavatn, Eyjafjörður, al norte de Islandia en el siglo X. Aunque aparece en diversas sagas islandesas donde se hace patente que tuvo un protagonismo importante en la Mancomunidad Islandesa de la época, especialmente en la saga Ljósvetninga, no existen más pistas sobre su estirpe que una mención de uno de sus descendientes, también llamado Ofeig, que pese a ser un hombre sabio, con recursos y múltiples propiedades, no disponía de liquidez según la saga de Bandamanna.
Ofeig Jarngerdarson ofreció su hacienda a Geitir Lýtingsson para entrevistarse y buscar el apoyo de Gudmundur Eyjólfsson en su causa contra el agresivo Helgi Þorgilsson.
También aparece como personaje de la saga de Reykdæla ok Víga-Skútu y saga de Vápnfirðinga.